# Julio Illescas
Julio César Illescas (Callao, 16 de marzo de 1985) es un exfutbolista peruano. Jugaba de volante de marca y tiene 40 años. 

## Trayectoria
Surgido de las divisiones menores del Sport Boys, debutó con el primer equipo en el 2003. A partir del 2007 comenzó a desarrollar su carrera en equipos de la Segunda División del Perú como La Peña Sporting y el Sport Águila. Para el 2009 regresa al Sport Boys y consigue el título de la Segunda División. 
Para la temporada 2010 fichó por el Sport Áncash, también de la Segunda División, pero se desligó al poco tiempo, antes del inicio del torneo y habiendo jugado algunos encuentros amistosos. Inmediatamente, en mayo de 2010 fue contratado por el Sport Ticlacayán, equipo de la Copa Perú oriundo del departamento de Pasco.

## Clubes
| Club             | País | Año       |
| ---------------- | ---- | --------- |
| Sport Boys       | Perú | 2003-2006 |
| La Peña Sporting | Perú | 2007      |
| Sport Águila     | Perú | 2008      |
| Sport Boys       | Perú | 2009      |
| Sport Áncash     | Perú | 2010      |
| Sport Ticlacayán | Perú | 2010      |

## Palmarés
| Título                    | Club       | País | Año  |
| ------------------------- | ---------- | ---- | ---- |
| Segunda División del Perú | Sport Boys | Perú | 2009 |